# Klášter Corvey
Klášter Corvey nebo Knížecí opatství korbejské (německy Fürstabtei Corvey) byl název benediktinského kláštera na řece Vezeře, 2 km severovýchodně od Höxteru a 55 km východně od Paderbornu, nyní ve spolkové zemi Severní Porýní-Vestfálsko v Německu. V roce 2014 byl klášter zapsán mezi památky světového kulturního dědictví UNESCO.

## Historie

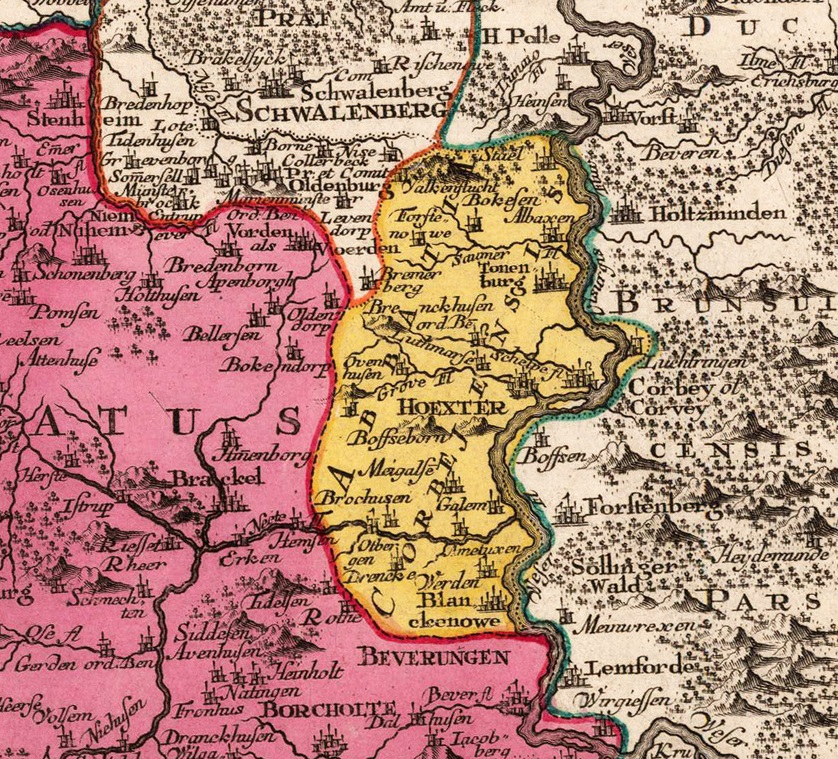
Mapa území opatství z poloviny 18. století

Klášter Corvey byl založen na místě zvaném Holzminden nebo Hethis. Zakladatelé byli bratranci Karla Velikého, Wala z Corbie a Adelard z Corbie, a mniši z Corbijského opatství v Pikardii - odtud i název Nová Korbea (latinsky: Corbeia nova). Prvním opatem se stal Warin. Patronem nově založeného kláštera byl císař Ludvík I. Pobožný.
Klášter byl založen v roce 822 a tam, kde byl vybudován, stojí do dnešních dnů. Nachází se na břehu řeky Vezery.
Opatství se stalo jedním z nejvýznamnějších karlovských klášterních svatostánků vybudovaných v 9. století v Saském vévodství. Byla zde i mincovna založená roku 833, ačkoli nalezené mince pocházejí až ze začátku 11. století.

Opatství ležící v místě, kde severo-jižním směrem procházející cesta zvaná Hellweg přetínala řeku Vezeru, mělo strategickou pozici, čímž byl zajištěn i jeho ekonomický a kulturní význam. Kronikář opatství H. H. Kaminsky odhaduje, že královský průvod se zde zastavil přinejmenším 110× a to jen do roku 1073. Udělení výsadních práv tomuto místu se tedy přímo nabízelo. Listina udělená římským císařem Otou I. roku 940, první svého druhu, postavila opata jménem Folcmar do zcela nové situace. Opatovi byl udělen bannus – právo soudit – nad populací sedláků, kteří měli hledat útočiště v pevnosti vystavěné na pozemcích kláštera. Na oplátku se od nich očekávalo udržování této pevnosti pod opatovým dohledem.
Pracovní síly, které byly pod klášterní ochranou, pocházely ze tří pagi neboli oblastí, jež byly pod soudní působností čtyř hrabat, která ale neměla žádné právo po těchto lidech požadovat jakoukoli práci pro svůj hrad.
Pod vedením opata dosazeného z císařské rodiny, bylo opatství Korbej prvním místem na východ od Rýna (s výjimkou Fríska), kterému bylo uděleno právo razit mince. Brzy se stalo známým díky svým školám, kde se učilo mnoho slavných učenců mimo jiné Widukind z Corvey – kronikář Saského vévodství. V jeho knihovně se zachovalo prvních pět knih Tacitových Letopisů. Brány tohoto opatství opouštělo mnoho misionářů, kteří pak na severu hlásali evangelium. Nejdůležitější z nich byl svatý Ansgar – skandinávský apoštol.
| „                 | ... za časů Ludvíka Druhého vyšli z Corveye svatostí vynikající mnichové, kteří, žízníce po spasení Slovanů... | “ |
| — Helmold z Bosau | |   |

Podle teorie Josefa Vašici první český poustevník svatý Ivan (tehdy v podobě Unwanus či Unvan) pocházel z kmene Obodritů mezi dolním tokem Labe a Lubeckou zátokou a poté, co jeho otec, obodritský král Gestimulus, padl roku 844 při trestném tažení Ludvíka Němce, byl jako zajatec poslán do korvejského kláštera. Jeho přízvisko charvátský, uváděné v legendách, podle Vašici nepochází od chorvatského národa, ale je zkomolením přízviska korvejský. Z korvejského kláštera také svatý Ivan pravděpodobně přinesl do Čech svatovítský kult.
Korbejské letopisy, jež byly zhotoveny ve zdejším skriptoriu, jsou důležitým zdrojem středověké historie. Dalším zdrojem, který byl objeven v 19. století, mohl být Chronicon Corbejense ale bylo zjištěno, že se jedná o podvrh. Na konci západní vnitřní zdi kláštera zůstaly malby z 9. století.
Západní části opatství, jež se zachovala ve stylu karolinské architektury, dominují dvě věže postavené v letech 873–885. Jedná se o nejstarší zachovanou středověkou budovou ve Vestfálsku. Klášterní kostel je ale barokní.
Ve sporu o investituru se Korbejský opat přiklonil k saské šlechtě proti římskému císaři Jindřichu IV. Opat Markward (1081–1107) a jeho následovník Erkenbert (1107–1128) byli představiteli kláštera v jeho kritických dobách. O Markwardovi píše H. H. Kaminsky, že to byl bezpochyby jeden z nejdůležitějších opatů v tisícileté historii opatství.
Korbejská škola od patnáctého století upadala, ale opatství samo, i když ztratilo většinu ze svých feudálních statků, pokračovalo ve své činnosti až do konce 18. století. Tehdy v něm de facto ustal řeholní život a papež je roku 1792 na žádost opata změnil na knížecí-biskupství. To bylo roku 1803 říšským rozhodnutím zrušeno a přešlo pod správu Napoleonovy administrativy. Pak bylo krátce předáno Vilémovi Oranžsko-Nasavskému a stalo se součástí knížectví Oranžsko-nasavsko-fuldského. Od roku 1806 pak bylo připojeno k Vestfálskému království Jérôma Bonaparteho . Po pořážce Napoleona bylo v roce 1815 rozhodnutím Vídeňského kongresu připojeno k Pruskému království. 
V rámci Pruska pak území mediatizovaného bývalého opatství získal (s titulem knížete) hesensko-rotenburský lankrabě Viktor Amadeus jako odškodnění za území v Porýní ztracená ve prospěch Pruska. Ten přestavěl budovy opatství na zámek, který společně s corvejským panstvím po jeho smrti zdědil synovec jeho druhé manželky Viktor z Hohenlohe-Schillingsfürstu (zdědil také titul a panství ratibořské).
Slavná knihovna opatství dávno zanikla, ale knížecí knihovna (Fürstliche Bibliothek) založená Viktorem Amadeem existuje dodnes a obsahuje asi 67 000 svazků převážné v němčině, francouzštině a angličtině. Zvláštním rysem sbírky je velké množství anglických romantických románů, z nichž některé jsou unikáty, protože v Británii romány byly více půjčovány než prodávány a četly se hodně ve veřejných knihovnách.

## Fotogalerie

situační zákres klášterního areálu
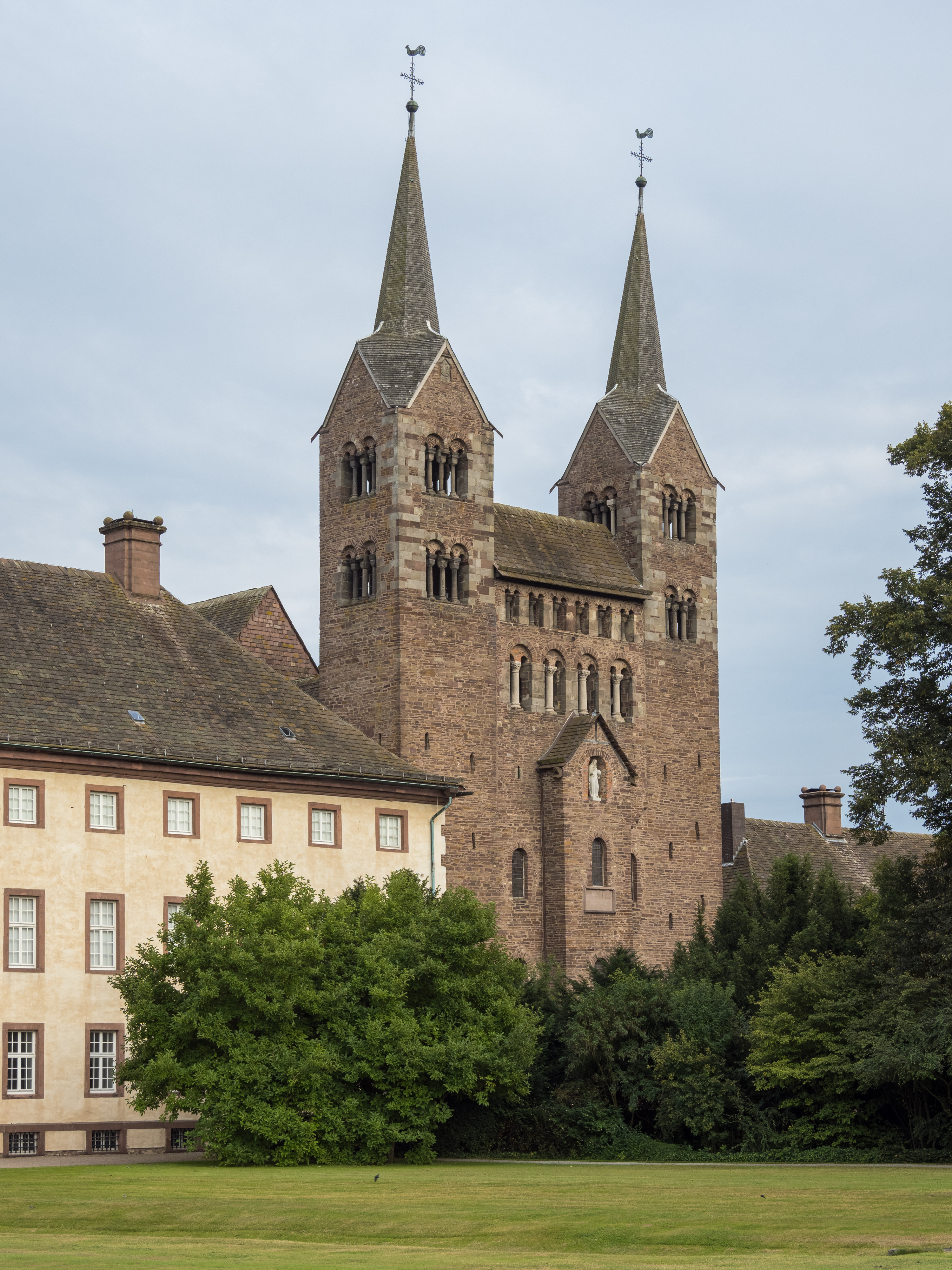
Korbejské opatství od západu
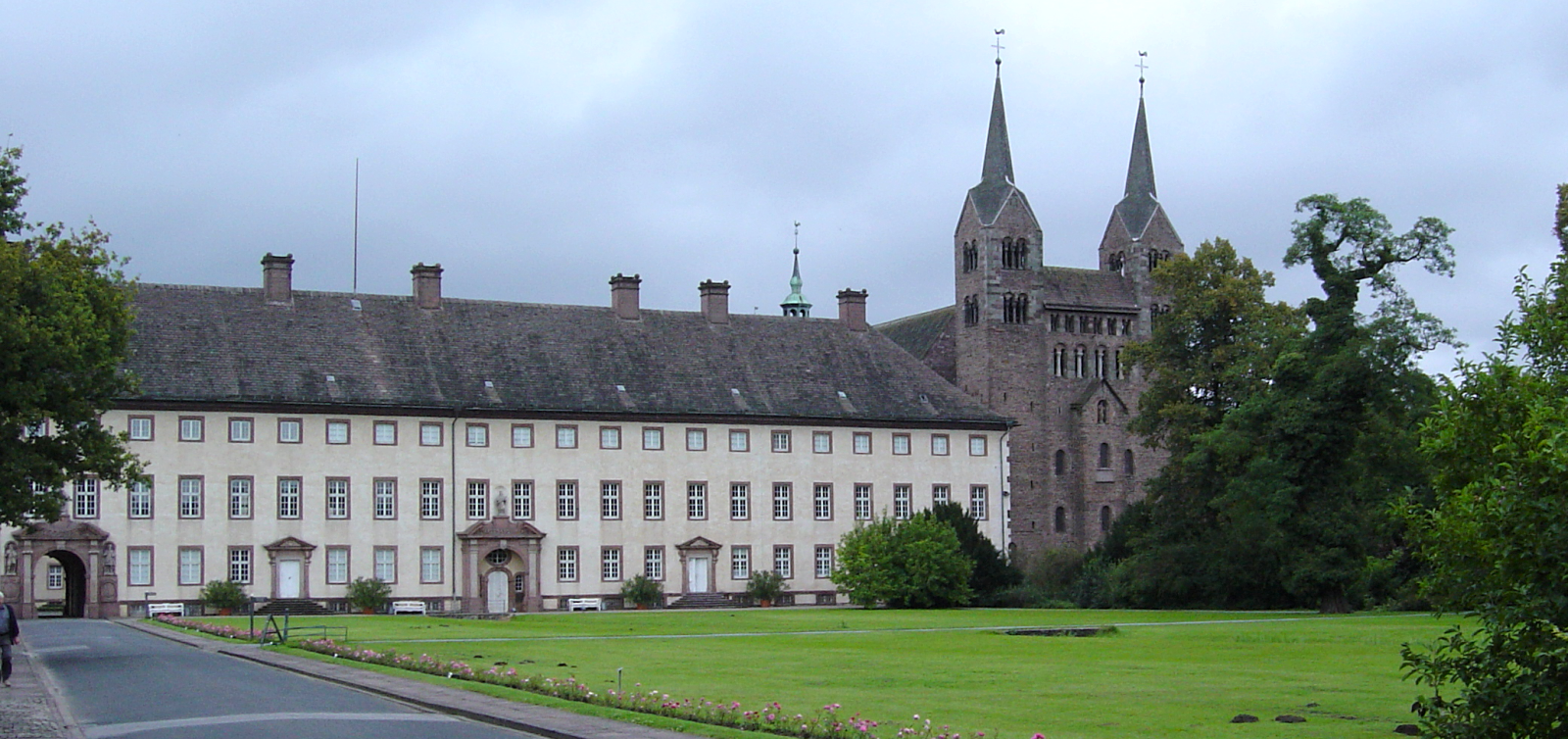
Korbejské opatství dnes
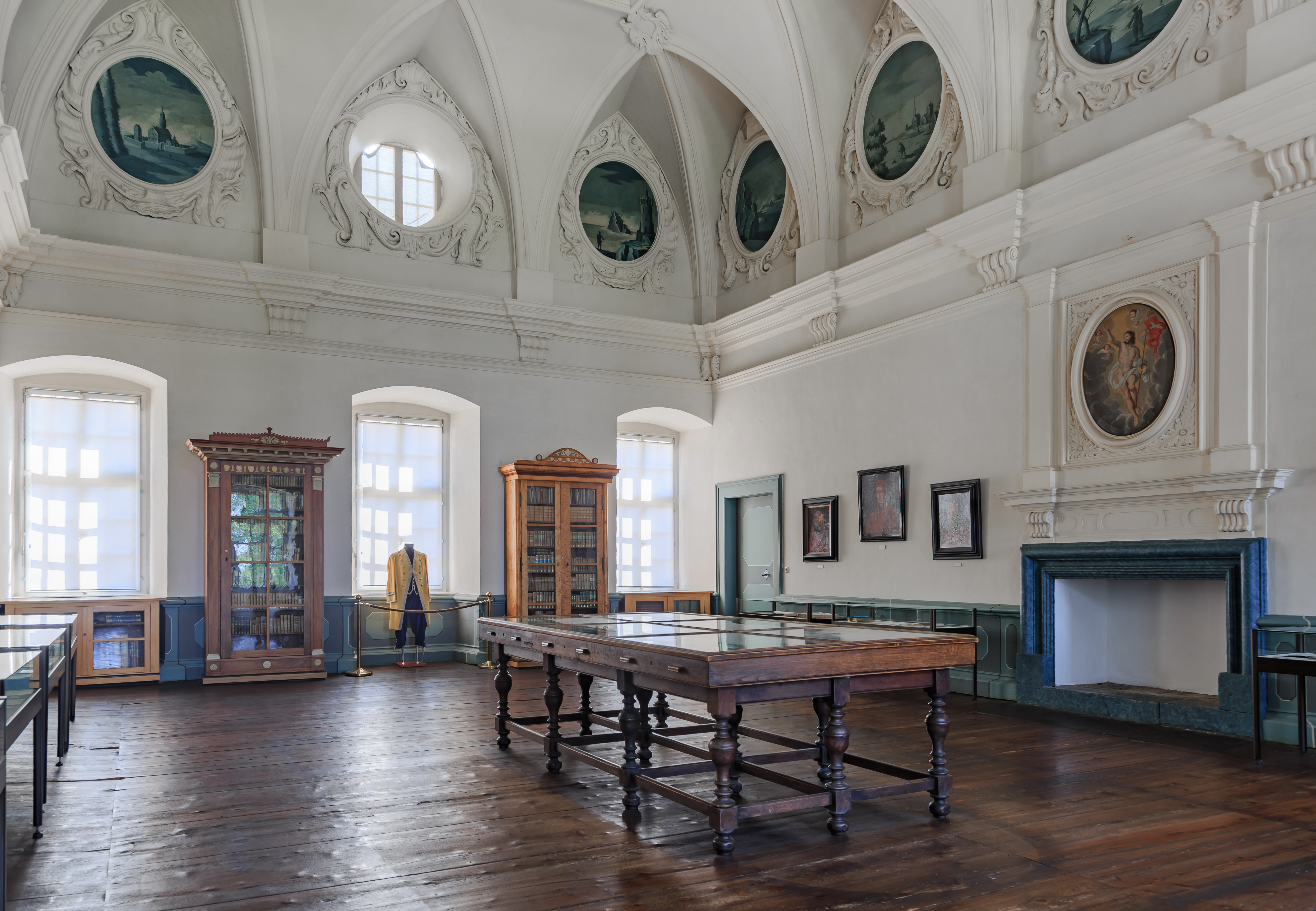
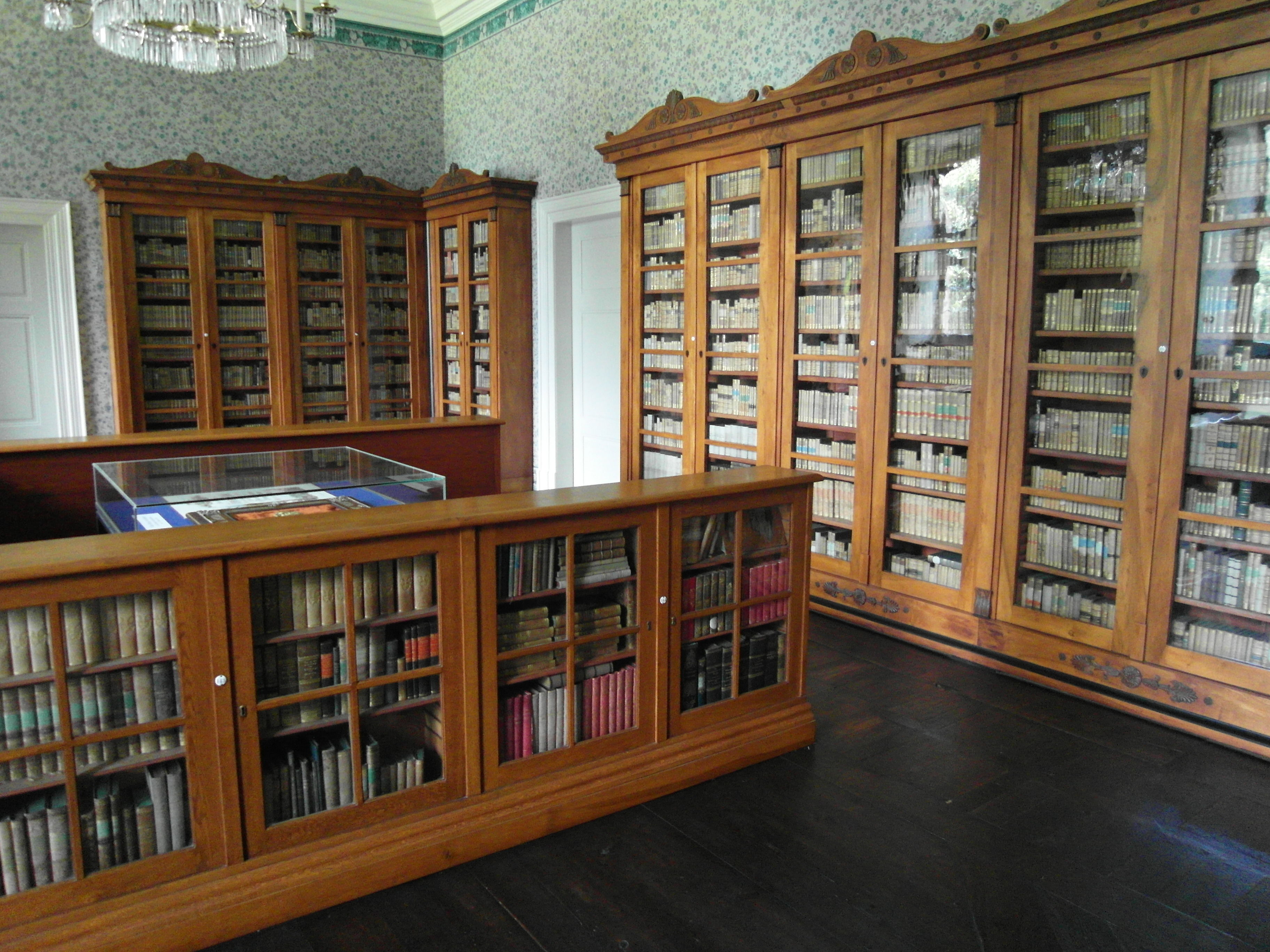